# R. Scott Reiss
Robert Scott Reiss (auch Bob Reiss; * 1951 in New York) ist ein US-amerikanischer Journalist und Schriftsteller.

## Leben
Reiss studierte Journalistik an der Northwestern University und schloss dieses Studium mit dem Grad eines Bachelors ab. Anschließend wechselte er an die University of Oregon und erwarb dort den Titel M.A. Bereits während seines Studiums konnte Reiss als freier Mitarbeiter erste Artikel veröffentlichen. Nach erfolgreichem Abschluss seines Studiums begann er für verschiedene Zeitungen bzw. Zeitschriften zu schreiben; u. a. für Chicago Tribune, WP Magazine Glamour, Rolling Stone, Gentlemen’s Quarterly und Parade.
Parallel dazu entstand neben dem Brotberuf mit der Zeit auch ein literarisches Œuvre von Kriminalromanen. Dabei benutzte Reiss verschiedene Formen seines Namens. Seinen Zyklus um den New Yorker Polizisten „Conrad Voort“ (NYPD) veröffentlichte er unter dem Pseudonym Ethan Black; in deutscher Sprache erschienen diese unter dem Namen Scott Canterbury. Sein schriftstellerisches Debüt konnte Reiss 1980 erfolgreich mit seinem Roman „Summer Fires“ bestreiten.
Derzeit (2011) lebt er zusammen mit der TV-Produzentin Wendy Roth in New York.

## Werke (Auswahl)
Conrad-Voort-Zyklus
1. Der Klub der toten Herzen. Roman („The broken hearts club“). Goldmann, München 1999, ISBN 3-442-44266-4.
2. Der Racheengel. Roman („Irresistible“). Goldmann, München 2002, ISBN 3-442-44694-5.
3. Fremd ist nur der Tod. Roman („All the dead were strangers“). Goldmann, München 2002, ISBN 3-442-45141-8.
4. Dead for Life. A Novel. Simon & Schuster, New York 2003, ISBN 0-7432-5558-5.
5. At hell's gate. A novel. Simon & Schuster, New York 2004, ISBN 0-7432-4398-6.

Einzelne Kriminalromane
- Todesspiel. Thriller („The animal game“). Ullstein, Berlin 2009, ISBN 978-3-548-26963-4 (übersetzt durch Charlotte Breuer).
  - Todesspiel. Hörspiel. Gekürzte Lesung. Hörbuch Verlag, Hamburg 2009, ISBN 978-3-86909-009-2 (4 CDs, gelesen von Ulrich Pleitgen).
- Black Monday. Thriller („Black Monday“). Ullstein, Berlin 2009, ISBN 978-3-548-28103-2 (übersetzt durch Charlotte Breuer).
  - Black Monday. Hörspiel. Gekürzte Lesung. Hörbuch Verlag, Hamburg 2008, ISBN 978-3-89903-602-2 (4 CDs, gelesen von Ulrich Pleitgen).
- Und kalt ist der Tod. Roman („Purgatory Road“). Scherz-Verlag, München 1997, ISBN 3-502-51597-2.
- Summer Fires. Simon & Schuster, New York 1980, ISBN 0-671-24655-0.
- Serum. Thriller („The side effect“). Ullstein, Berlin 2011, ISBN 978-3-548-28217-6.
- The Casco deception. Little Brown, Boston, Mass. 1983, ISBN 0-316-73965-0.
- Divine assassin. Little Brown, New York 1985, ISBN 0-316-73969-3.
- Saltmaker. Viking Press, New York 1988, ISBN 0-670-80247-6.
- Flamingo. A novel. St. Martins Press, New York 1990, ISBN 0-312-03693-0.
- The last spy. Simon & Schuster, New York 1993, ISBN 0-671-77622-3.

Sachbücher
- The coming storm. Extreme weather and our terrifying future. Hyperion Press, New York 2001, ISBN 0-7868-6665-9.